# الخط B للشبكة الجهوية السريعة في إيل دو فرانس
الخط B للشبكة الجهوية السريعة في إيل دو فرانس (بالفرنسية: Ligne B du RER d'Île-de-France) خطًا للشبكة الجهوية السريعة في إيل دو فرانس التي تعبر التكتل الباريسي وفقًا لمحور شمال شرق / جنوب غرب. يربط الخط محطة مطار شارل ديغول 2 TGV ‏ ومحطة ميتري كلاي ‏ إلى الشمال الشرقي من محطة روبنسون ‏ ومحطة سان ريمي ليه شيفروز ‏، ويمر في وسط باريس.
كان في الأصل خط سو ‏، الذي افتتح في منتصف القرن التاسع عشر والذي ربط بمحطة لوكسمبورغ بامتدادات متتالية.

مخطط الخط.